# Dougroupalégnaoa
Dougroupalégnaoa è una città e sottoprefettura della Costa d'Avorio appartenente al dipartimento di Gagnoa. Conta una popolazione di 47 083 abitanti (censimento 2014).